# Йост фон Бронкхорст
Йост фон Бронкхорст (на немски: Joost von Bronckhorst; * 2 декември 1503; † 15 октомври 1553, Еербеек, Гелдерланд, Нидерландия) е 1. граф на Бронкхорст и господар на Боркуло, Щеендерен в Гелдерланд и Лихтенвоорде.

## Биография
Той е син на Фридрих фон Бронкхорст († 1506) и първата му съпруга Матхилда фон Берг 'с Хееренберг (1470; – 1539), дъщеря на граф Освалд I фон дем Бергх (1442 – 1511) и Елизабет фон Мьорс (1442 – 1493). Сестра му Анна фон Бронкхорст-Боркуло († 1529) е омъжена на 14 февруари 1528 г. за граф Гумпрехт II фон Нойенар-Алпен († 1556).
През 1533 г. Бронкхорст става графство. Йост е последният господар на Боркуло и Лихтенвоорде от семейство Бронкхорст.
Йост фон Бронкхорст умира бездетен на 15 октомври 1553 г. в Еербеек и е погребан в Боркуло.

## Фамилия
Йост фон Бронкхорст се жени на 28 юли 1530 г. за Мария фон Хоя (* 25 юли 1508; † 21 ноември 1579), дъщеря на Йост I фон Хоя (1466 – 1507) и Ерменгард фон Липе (1469 – 1524), дъщеря на Бернхард XII фон Липе (1429 – 1511) и графиня Анна фон Холщайн-Шауенбург (1435 – 1495). Бракът е бездетен.